# Castrojeriz
Castrojeriz je kraj in občina v Španiji , ki se nahaja v provinci Burgos, v avtonomni skupnosti Castilla y Leon regiji Odra - Pisuerga. Je vidna postaja na Camino de Santiago, ki preči mesto vzdolžno več kot 1500 metrov.